# Майорка (Днепропетровская область)
Майорка (укр. Майорка) — село в Волосском сельском совете Днепровского района Днепропетровской области Украины.
Код КОАТУУ — 1221481502. Население по переписи 2001 года составляло 60 человек.

## Географическое положение
Село Майорка находится на правом берегу реки Днепр, выше по течению на расстоянии в 2 км расположено село Волосское Днепровского района, ниже по течению на расстоянии в 3 км расположено село Звонецкое Солонянского района, на противоположном берегу — село Диброва Синельниковского района.

## Известные люди
В Майорке 30 июня (13 июля) 1916 года в крестьянской семье родился Герой Советского Союза Иващенко Иван Игнатьевич — командир пулемётной роты 10-го гвардейского стрелкового полка 6-й гвардейской стрелковой дивизии 13-й армии Центрального фронта, гвардии младший лейтенант.